# Robert Escarpit
Robert Escarpit (n. 24 aprilie 1918 – d. 19 noiembrie 2000) a fost un critic literar, sociolog, jurnalist și profesor universitar francez.
Critica sa literară a abordat în special domeniul sociologiei literare.

## Opera
- 1948: Istoria literaturii franceze
- 1950: Scurtă istorie a literaturii engleze ("Précis d'histoire de la littérature anglaise")
- 1953: Povești și legende din Mexic ("Contes et légendes du Mexique")
- 1954: Anglia în opera doamnei de Staël ("'L'Angleterre dans l'œuvre de Madame de Staël")
- 1954: Ghid englez ("Guide anglais")
- 1958: Sociologia literaturii ("Sociologie de la littérature")
- 1959: Doi fac o pereche ("Les deux font la paire")
- 1959: Umorul ("L'humour")
- 1965: Revoluția cărții ("La révolution du livre")
- 1966: Scrisoare deschisă către Dumnezeu ("Lettre ouverte à Dieu")
- 1972: Scrisoare deschisă către diavol ("Lettre ouverte au diable")
- 1972: Sisteme parțiale de comunicare ("Systèmes partiels de communication")
- 1973: Scrisul și comunicarea ("L'écrit et la communication")
- 1976: Teoria generală a informării și comunicării ("Théorie générale de l'information et de la communication")
- 1979: Tânărul și noaptea ("Le jeune homme et la nuit")
- 1997: Informare și comunicare, teorie generală ("L’information et la communication, théorie générale")